# Campeonato Mundial de Halterofilia de 1899
El III Campeonato Mundial de Halterofilia se celebró en Milán (Italia) entre el 4 y el 5 de abril de 1899 bajo la organización de la Federación Internacional de Halterofilia (IWF) y la Federación Italiana de Halterofilia.
En el evento participaron 5 halterófilos de 3 federaciones nacionales afiliadas a la IWF.

## Medallistas
| Evento            | Oro                       | Plata                  | Bronce              |
| ----------------- | ------------------------- | ---------------------- | ------------------- |
| Categoría abierta | Serguei Yeliseyev · Rusia | Johannes Rödl Alemania | Enrico Scuri Italia |

## Medallero
| Núm. | País     | Oro | Plata | Bronce | Total |
| ---- | -------- | --- | ----- | ------ | ----- |
| 1    | Rusia    | 1   | 0     | 0      | 1     |
| 2    | Alemania | 0   | 1     | 0      | 1     |
| 3    | Italia   | 0   | 0     | 1      | 1     |
|      | TOTAL    | 1   | 1     | 1      | 3     |